# Laura Loomer
Laura Elizabeth Loomer, född 21 maj 1993, är en amerikansk högerextrem politisk aktivist, konspirationsteoretiker och internetpersonlighet. Hon var republikanernas kandidat till att representera Floridas 21:a kongressdistrikt i 2020 års val till USA:s representanthus, men hon förlorade mot demokraten Lois Frankel. Hon ställde även upp i det republikanska primärvalet för Floridas 11:e kongressdistrikt 2022, men hon förlorade mot den sittande kandidaten Daniel Webster.
Loomer har arbetat som aktivist för flera organisationer, bland annat Project Veritas, Geller Report, Rebel News och InfoWars. Hon har beskrivit sig själv som en "pro-vit nationalist" och en "stolt islamofob", och har vid upprepade tillfällen gjort antimuslimska uttalanden i offentliga sammanhang. Hon är enligt uppgift judinna.
Loomer har blivit känd för att ha blivit avstängd från flera sociala medieplattformar, inklusive Facebook, Instagram och Twitter, samt från olika betalningstjänster, taxitjänster och matleveransappar av flera skäl, bland annat för att ha brutit mot regler kring hatretorik och spridning av desinformation. Hon har även blivit avvisad från flera evenemang och fått sina presslegitimationer återkallade som en följd av sina trakasserier och störande beteende.
Donald Trump försökte anställa Loomer till sin presidentkampanj i april 2023, men hans högsta kampanjrådgivare avrådde honom från det. I september 2024 hade vissa Trump-anhängare och andra uttryckt oro över Loomers fortsatta närvaro kring och inflytande på Trump.